# 熨斗弓子
熨斗 弓子（のし ゆみこ、1984年4月23日 - ）は、元奈良テレビ放送のアナウンサー。

## 人物
大阪府大阪市生まれ、奈良県生駒市育ち。同志社大学法学部卒業後の2007年、奈良テレビ放送に入社。報道制作局報道制作部に所属し、記者の業務を中心に担当していた。
2010年頃からアナウンス室にも所属し、アナウンサーを兼務した。
アナウンサーとしては主に、スポットニュースや情報番組のニュースコーナー、ナレーションを担当していた。記者としては、奈良県警担当記者を務めた。
趣味はおいしいお酒と食を探すこと、一人旅。
奈良マラソンの第1回大会と第2回大会に、伊藤將也と共に奈良テレビ代表のメディアランナーとして出場するも、何れも完走することはできなかった（伊藤は何れも完走している）。
2019年4月末、退社。

## 担当番組

### 過去
- ゆうドキッ!
  - 金曜日 ニュース担当（2015年4月3日 - 2017年3月31日）
  - 火曜日 ニュース担当（2017年4月4日 - 2018年3月27日）
  - 火曜日 MC（2018年4月3日 - 2019年3月26日）
- ならフライデー9
  - ナレーション
- TVNニュース
- 千客万来!ならCoCo
  - ナレーション
- 奈良!そこが知りたい
  - ナレーション